# Perizoma condignata
Perizoma condignata là một loài bướm đêm trong họ Geometridae.